# Марковы Кули
Маркови Кули или Башни Марко (макед. Маркови Кули, серб. Марковa кулa) расположены к северо-западу от города Прилеп Северной Македонии, чуть выше села Варош. Башни сербского средневекового короля Марко находятся на холме высотой 120—180 м, окружённом крутыми склонами, покрытыми мелкими гранитными камнями. До верхней части бывшего поселения можно добраться с северной и южной стороны. С 2004 года Марковы Кули находятся в предварительном списке объектов всемирного наследия ЮНЕСКО в Северной Македонии.

## История
За четыре десятилетия археологических исследований было установлено существование на этом месте более раннего античного поселения — Керамии.

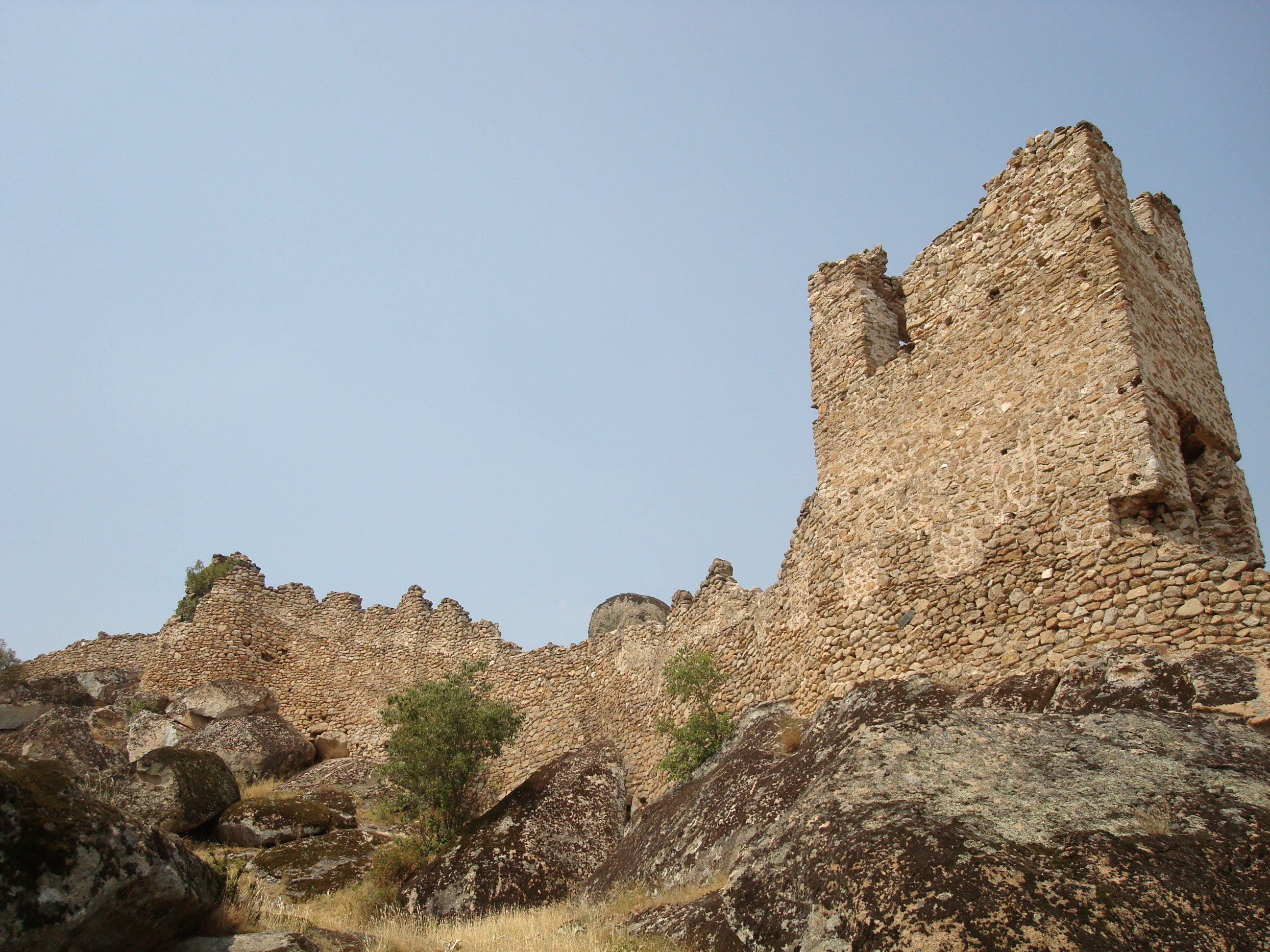
Руины на Маркови Кули

Крепостной вал датируется XIII и XIV веками и находится в хорошем состоянии. Стены около метра толщиной, были построены на известковом растворе и опираются на большие известняковые камни.
Внутренние стены делят акрополь на более мелкие участки. Дворец сербского короля Мрнявчевича и его сына Марко был также расположен здесь. Его северные ворота имеют составное основание, что свидетельствует о многочисленных перестройках. Согласно некоторым историческим находкам, до второй половины XIV века и даже позже эту крепость защищали только 40 солдат.
Поселение расположено к югу от акрополя на площади около 3,6 га. На его северной стороне находятся двойные ворота, а также большое караульное помещение между входами. На южной стене есть три хорошо сохранившиеся башни.
Самая нижняя часть вала состоит из ряда коротких стен, построенных в виде ломаной линии. В западной стороне находятся могилы, выдолбленные в скале. В XIV веке эта часть служила временным убежищем для местного населения во время турецких набегов.
После смерти короля Марко в 1395 году этот населенный пункт был взят Османскими войсками. В это время жители бывшего поселка переселились в новое село у подножия холма. Оно было разделено на несколько кварталов и в каждом была своя церковь. Это новое поселение с XIV века получило название Варош, оно существует и поныне.